# Neoheterocerus angustatus
Neoheterocerus angustatus är en skalbaggsart som först beskrevs av Louis Alexandre Auguste Chevrolat 1864.  Neoheterocerus angustatus ingår i släktet Neoheterocerus och familjen strandgrävbaggar. Inga underarter finns listade i Catalogue of Life.